# Itanhomi
Itanhomi là một đô thị thuộc bang Minas Gerais, Brasil. Đô thị này có diện tích 488,229 km², dân số năm 2007 là 11880 người, mật độ 22,3 người/km².